# Барнард, Элизабет
Элизабет Барнард, урождённая Холл, в первом браке Нэш (англ. Elizabeth Bernard; крещена 21 февраля 1608, Стратфорд-на-Эйвоне, Уорикшир, Королевство Англия — умерла 17 февраля 1670, Абингдон, Нортгемптоншир, Королевство Англия) — внучка английского драматурга Уильяма Шекспира, ставшая последним его потомком. Во время гражданской войны была тесно связана с роялистами: оба её мужа были преданными сторонниками короля Карла I.

## Биография
Элизабет Холл родилась в феврале 1608 года в Стратфорде (Уорикшир) в семье доктора Джона Холла и Сюзанны Холл, дочери Уильяма Шекспира. Её крестили в местной церкви Святой Троицы. Элизабет стала единственной внучкой в жизни Шекспира, так как трое её кузенов (сыновей Джудит Шекспир и Томаса Куини) родились после смерти драматурга.

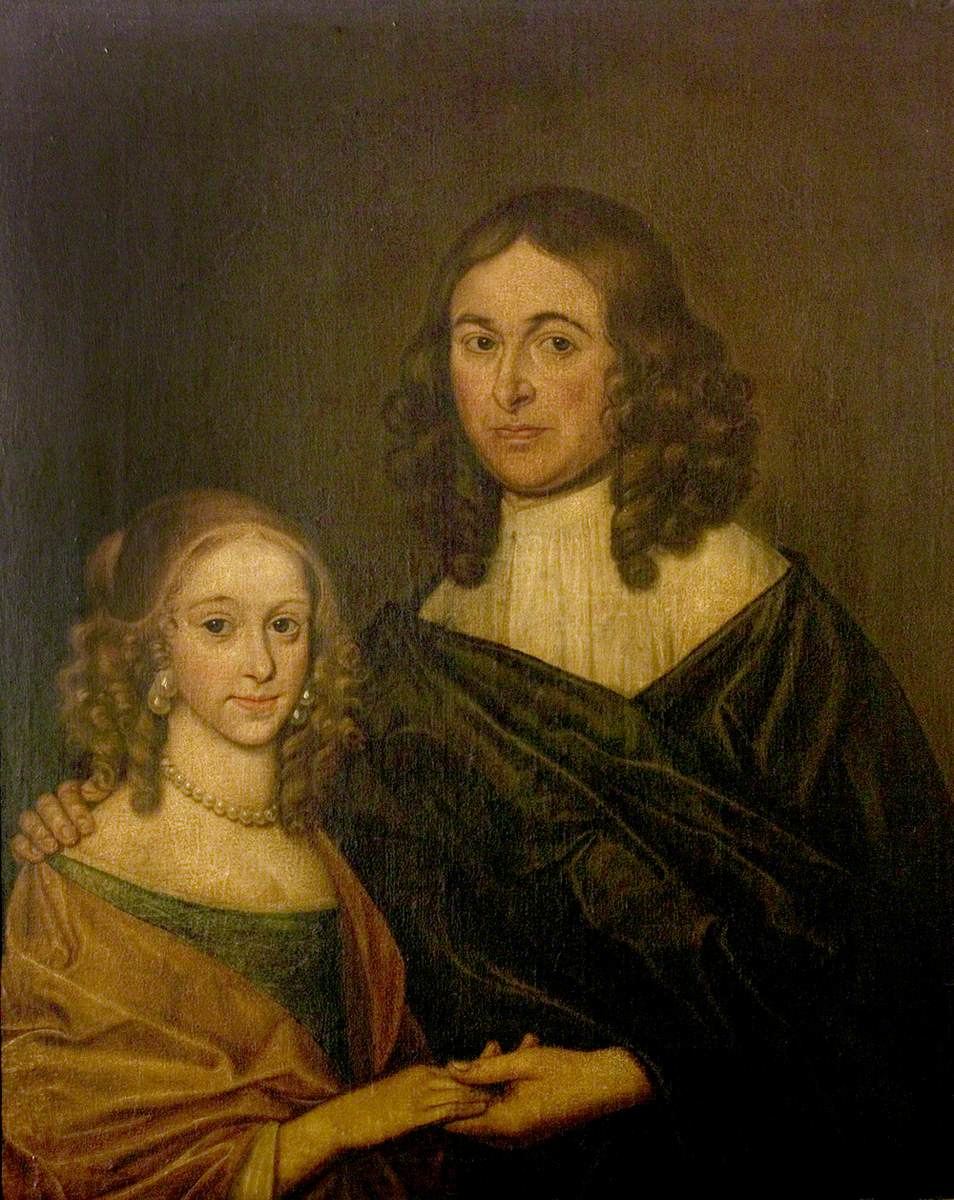
Элизабет и её первый муж Томас Нэш.

В 1626 году Элизабет вышла замуж за жителя Стратфорда Томаса Нэша, дворянина, владевшего гостиницей и другой недвижимостью. Нэш был ярым роялистом и во время гражданской войны пожертвовал на дело короля Карла I внушительную сумму в 100 фунтов стерлингов. 25 августа 1642 года Томас составил завещание, согласно которому оставил жене свой дом на Чапел-стрит и участок земли за городом. Однако большую часть состояния он завещал двоюродному брату, Эдварду Нэшу. 
4 апреля 1647 года Томас Нэш умер. 5 июня 1649 года Элизабет вышла замуж за Джона Барнарда из Абингдона (Нортгемптоншир), вдовца с несколькими детьми, ещё одного сторонника короля. Через пять недель после свадьбы умерла Сюзанна Холл, и Элизабет унаследовала семейное имущество Шекспира, включавшее его главный дом Нью-Плейс, два дома на Хенли-стрит, участки земли в Стратфорде и его окрестностях. Барнарды переехали в Стратфорд, чтобы жить в Нью-Плейс.
После Реставрации Стюартов в 1660 году положение Барнардов заметно улучшилось. Джон был посвящён 25 сентября 1661 года в рыцари, а Элизабет соответственно стала леди Барнард. Супруги переехали из Стратфорда в семейный дом Барнардов в Абингдоне.
В феврале 1662 года, после смерти своей тётки Джудит Куини (урождённой Шекспир), Элизабет, остававшаяся бездетной, стала последним потомком Уильяма Шекспира. 29 января 1669 года она составила завещание, а 17 февраля 1670 года умерла. Её похоронили в церкви святых Петра и Павла в Абингдоне, где сохранилась мемориальная доска с её именем. Семейный дом сэра Джона и леди Элизабет впоследствии стал музеем.